# يوسف سكوت
يوسف سكوت (بالإنجليزية: Yusuf Scott)‏ هو لاعب كرة قدم أمريكية أمريكي، ولد في 30 نوفمبر 1976 في لا بورت في الولايات المتحدة.

## وصلات خارجية
- يوسف سكوت على موقع مرجع كرة القدم المحترفة.كوم (الإنجليزية)